# Gare de Saint-Gildas-des-Bois
Gare de Saint-Gildas-des-Bois – przystanek kolejowy w Saint-Gildas-des-Bois, w departamencie Loara Atlantycka, w regionie Kraj Loary, we Francji.
Został otwarty w 1862 przez Compagnie du Chemin de fer de Paris à Orléans (PO). Dziś jest przystankiem kolejowym Société nationale des chemins de fer français (SNCF), jest obsługiwanym przez pociągi TER Pays de la Loire, kursujących między Nantes, Saint-Nazaire Savenay, Redon i Rennes.